# Ганс Гелльманн (підводник)
Ганс Гелльманн (нім. Hans Hellmann; 8 березня 1921, Прімкенау — 3 березня 1945, Везермюнде) — німецький офіцер-підводник, оберлейтенант-цур-зее крігсмаріне.

## Біографія
16 вересня 1939 року вступив на флот. З 8 квітня по 28 вересня 1941 року пройшов курс підводника, з 29 вересня 1941 по 23 березня 1942 року — практику вахтового офіцера в 26-й флотилії, після чого був направлений на будівництво підводного човна U-262. З 15 квітня 1942 року — 1-й вахтовий офіцер на U-262, на якому взяв участь у п'яти походах, під час яких були потоплені 3 кораблі загальною водотоннажністю 10 967 тонн. З 16 червня по 26 липня 1943 року пройшов курс командира човна, після чого був направлений на будівництво U-903. З 4 вересня 1943 року — командир U-903, з 15 грудня 1943 року — U-733. Загинув внаслідок інциденту.

## Звання
- Кандидат в офіцери (16 вересня 1939)
- Морський кадет (1 лютого 1940)
- Фенріх-цур-зее (1 липня 1940)
- Оберфенріх-цур-зее (1 липня 1941)
- Лейтенант-цур-зее (1 березня 1942)
- Оберлейтенант-цур-зее (1 жовтня 1943)

## Нагороди
- Залізний хрест 2-го класу (14 грудня 1942)
- Нагрудний знак підводника (18 лютого 1943)
- Фронтова планка підводника в бронзі (22 жовтня 1944)